# Канчельери, Аннамария
Аннамария Канчельери (итал. Annamaria Cancellieri; род. 22 октября 1943, Рим) — итальянский политик, министр внутренних дел в правительстве Марио Монти (2011—2013), министр юстиции в правительстве Энрико Летта (2013—2014).

## Биография
Родилась 22 октября 1943 года в Риме. Окончила факультет политологии Римского университета Ла Сапиенца. С 1972 года работала в министерстве внутренних дел Италии. С 1993 по 2009 год занимала должность префекта, неся ответственность за безопасность и порядок в городах Виченца, Бергамо, Брешиа, Катания и Генуя. Впоследствии работала в качестве специального уполномоченного на Сицилии.
17 февраля 2010 года назначена префектурным комиссаром Болоньи до выборов нового мэра (в июне 2011 года мэром был избран кандидат левоцентристской коалиции Вирджинио Мерола).
16 ноября 2011 года была назначена министром внутренних дел в правительстве Марио Монти, став второй женщиной на этой должности в Италии после Розы Руссо-Ерволино.
19 апреля 2013 года в качестве кандидата на пост президента Италии получила 78 голосов депутатов, большинство из которых принадлежали партии «Гражданский выбор».
28 апреля 2013 года была назначена министром юстиции в правительстве Энрико Летта, второй женщиной в истории Итальянской республики на этой должности после своей непосредственной предшественницы Паолы Северино. 14 февраля 2014 года правительство ушло в отставку, 22 февраля 2014 года принесло присягу правительство Ренци, в которое Канчельери не вошла.

### Дело Лигрести
В ноябре 2013 года Канчельери оказалась в центре скандала, связанного с заменой тюремного заключения на домашний арест для её подруги Джулии Лигрести (сама Канчельери отрицала свою причастность к принятию этого решения). Партия Беппе Грилло «Пять звёзд» 4 ноября 2013 года поставила вопрос о недоверии министру юстиции. 20 ноября 2013 года Палата депутатов 405 голосами против 154 отклонила это предложение.

## Награды
- Великий офицер ордена «За заслуги перед Итальянской Республикой» (27 декабря 2001 года)[7]
- Командор ордена «За заслуги перед Итальянской Республикой» (27 декабря 1993 года)[8]
- Офицер ордена «За заслуги перед Итальянской Республикой» (2 июня 1992 года)[9]